# NGC 5665A
NGC 5665A је галаксија у сазвежђу Волар која се налази на NGC листи објеката дубоког неба.
Деклинација објекта је + 8° 4' 43" а ректасцензија 14h 32m 27,4s. Привидна величина (магнитуда) објекта NGC 5665 износи 15,0 а фотографска магнитуда 16,0.